# Основа (Одесская область)
Основа (укр. Основа) — село, относится к Березовскому району Одесской области Украины.
Население по переписи 2001 года составляло 278 человек. Почтовый индекс — 67360. Телефонный код — 48-56. Занимает площадь 0,753 км². Код КОАТУУ — 5121283805.

## Местный совет
67360, Одесская обл., Березовский р-н, с. Ряснополь, ул. Почтовая, 1

## Известные жители

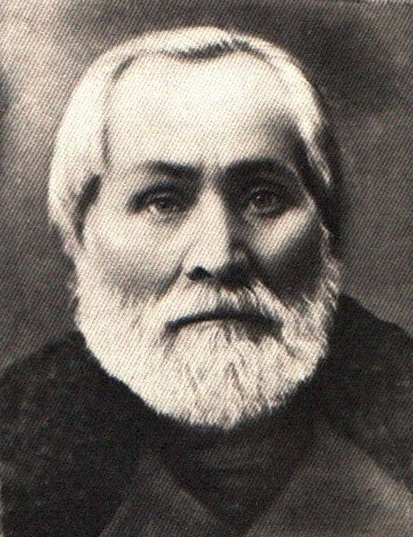
М. Т. Ратушный

- Михаил Тимофеевич Ратушный (1830—1915) — миссионер, пресвитер, узник совести, один из пионеров штундизма.